# Nova Brîkulea, Terebovlea
Nova Brîkulea (în ucraineană Нова Брикуля) este un sat în comuna Hmelivka din raionul Terebovlea, regiunea Ternopil, Ucraina.

## Demografie
Componența lingvistică a localității Nova Brîkulea
     Ucraineană (100%)
Conform recensământului din 2001, toată populația localității Nova Brîkulea era vorbitoare de ucraineană (100%).